# 耶岑多夫
耶岑多夫是德国巴伐利亚州的一个市镇。总面积21.77平方公里，总人口3002人，其中男性1479人，女性1523人（2011年12月31日），人口密度138人/平方公里。